# オールナイトニッポンPremium
『オールナイトニッポンPremium』（オールナイトニッポンプレミアム）は、ニッポン放送で2017年10月2日から2023年3月25日までナイターオフ期に放送されていたオールナイトニッポンブランドのワイド番組である。オールナイトニッポンを「ANN」と略すため、略称は「ANNP」あるいは「ANN Premium」となっている。2017年度・2018年度は平日ナイターオフの夕方帯ワイド番組として、2019年度から2022年度はニッポン放送週末ナイターオフ夕方ワイド番組として放送されているほか、特番のタイトルとしても使用されている（「スペシャルパーソナリティ」を参照）。

## 概要
そもそもは、2014年度からナイターオフ期に放送されてきた『今夜もオトパラ!』の19時台・20時台の放送枠を統合し、新たに『オールナイトニッポンブランドのワイド番組』として放送を始めたもので、この番組では、2017年10月にオールナイトニッポンが放送開始50周年を迎えるにあたり、かつて1990年代から2010年代にオールナイトニッポンを担当していたパーソナリティをこの番組に起用。2017年度はパーソナリティが3カ月サイクル（2017年10月から12月・2018年1月から3月）で交代していた。
なお、2017年度は「オールナイトニッポンブランドを用いて、久しぶりに登場するパーソナリティーを通して「休眠リスナーを呼び起こす」」ことと、ソーシャル・ネットワーク・システムからの新しいリスナーを獲得するという2つの狙いがあった。
2018年度は2017年度をもって終了した『今夜もオトパラ!』の一部の時間帯を吸収する形で、月曜から金曜の18:00-20:30に放送された。月曜から木曜の内容は『今夜もオトパラ!』で扱ってきた「時事問題」を取り入れながら、「流行・話題」「エンタメ」「カルチャー」といった多様な話題を「『笑い』のフィルター」によって、「より面白く」取り上げた。一方で、金曜日は、1967年10月に始まったオールナイトニッポン50年の歴史で初めてジャニーズのユニットのメンバー全員が起用されることになり、その第1弾として、Kis-My-Ft2が起用された。なお、メンバーの一人である北山宏光は、ニッポン放送で「キスマイ 北山宏光 ナニキタ」を2013年10月から2016年3月まで担当していた。
また、月曜から金曜とも、『今夜もオトパラ!』に内包していた『小島奈津子のおかえりなさい』と『菊正宗 ほろよいイブニングトーク』をこの番組でも内包した。また、火曜日には2018年4月から始まった『ザ・フーパーズ 火曜イケナイト!』を2018年度ナイターイン編成の毎週火曜日の21:30-21:40の放送枠から2018年度のナイターオフ編成は毎週火曜日の19:46-19:54の放送枠に移動したうえで内包し、水曜日には『私の正論』を19:46-19:54に、木曜日には新しく始まるミニ番組『焼肉屋みやこんじょ 〜僕のミートフルな日常〜』を19:46-19:54に内包した。11月5日からは月曜日には『デリシャス!とち麦ガールの小麦パラダイス』を19:46-19:54に内包し、月曜から木曜の19:56-20:00に『乃木坂46梅澤美波の「のぎぼき」!』を内包した。
オールナイトニッポンの統括プロデューサーの冨山雄一は「2016年からラジオの制作現場を離れてイベントの部署に2年間ほどいて、そこから2018年4月にANN（オールナイトニッポン）枠をはじめとした夜の時間帯のプロデューサーとして戻ってきたのですが、その時にまず感じたのが午後6時からの番組の姿が大きく変わったなと感じました。TBSラジオさんはナイターの野球中継をやめて、ライムスター宇多丸さんの『アフター6ジャンクション』を始められていました。僕は『オールナイトニッポンサタデースペシャル大倉くんと高橋くん』を担当していましたが、（裏番組にあたる）宇多丸さんの『ライムスター宇多丸のウィークエンド・シャッフル』や『アトロク』は非常に濃厚な密度でカルチャーを取り扱っている番組という印象を持っていました」としたうえで、改めて、オールナイトニッポンブランドを掲げたうえで「お笑いのストロングなしゃべり」で勝負することを決意したという。その為、月曜から木曜のオールナイトニッポンPremiumの場合は日曜日未明（土曜日深夜）のオールナイトニッポンを担当しているオードリーが行っている長尺フリートークを参考にして、18時台から20時台にかけてフリートークの時間を最大で25分持たせているという。
一方で、2018年度のオールナイトニッポンPremiumの金曜をKis-My-Ft2が担当しているが、これについて、冨山は「僕のイメージではジャニーズのパーソナリティと生放送は相性がいいなと感じていました。それを、身をもって体験したのは、立ち上げから関わっていた関ジャニ∞の大倉忠義さんと高橋優さんがパーソナリティの『オールナイトニッポンサタデースペシャル大倉くんと高橋くん』です。やっぱりツイッターのハッシュタグが非常に活発に動いてリアルタイムに実況コメントが溢れる様子といい、生放送でのドキドキ感、リアルタイム感とハマっているなという手応えがありました」と、「ジャニーズのグループと生放送」の相性について、述べている。それに関連して、Kis-My-Ft2が2018年度の「第44回ラジオ・チャリティー・ミュージックソン」を担当することについても、冨山は「10月から『Premium』で毎週2時間半の生放送をやって頂いていることが、『ミュージックソン』に向けての流れとしては理想の形となっています。キスマイの皆さんが生放送で平日の午後6時からしゃべっているのを聴く機会ってなかなかないと思うので、そういった意味でも楽しんでもらえているのではないかと思っています」とも述べている。
2019年度は月曜から木曜日18:00-20:20、金曜日17:40-20:20の放送枠に報道・情報番組『ザ・フォーカス』 を編成するため、放送を土曜日のみとし、2018年度の金曜日のパーソナリティを務めていたKis-My-Ft2を前年度に引き続き起用し、19時から21時の放送枠で放送した。2019年度は2018年度に人気を集めていた番組内コーナー（後述）に加え、「“笑顔”をテーマにした」番組内コーナーを設けた。2018年度と2019年度はいずれも毎回、大きな反響を得て、多くの回において、ツイッターの日本におけるトレンドで1位を取っている。
2020年度も、上半期は新型コロナウィルス感染症の影響で、本来3月に開幕すべきだったプロ野球が延期された影響で、ニッポン放送ショウアップナイターの枠を利用し、スペシャルウィーク実施週の土・日を中心に数回にわたり放送された。
同年度下半期のナイターオフ編成ではリスナーからの復活の要望によって、引き続きKis-My-Ft2が土曜日のパーソナリティを務めた。ただし、ニッポン放送の場合は、上記の事情によるプロ野球開催時期の繰り下げにより2020年10月・11月に限って「ショウアップナイター」を編成しているため、動画配信サービスの「SHOWROOM」において音声という形で配信した。2020年10月3日の初回配信では、同じ日に「Kis-My-Ft2 LIVE TOUR 2020 To-y2」が行われることから、より多くの人々に配信番組を見てもらいたいという意図から、配信開始時間を20時30分に変更された。
2021年度も上半期はスペシャルウィーク週に数回、ナイターが開催されない日の週末のショウアップナイター枠を利用して放送。ナイターオフシーズンは、新たになにわ男子がパーソナリティを務めた。なお、ニッポン放送の場合は、2020年東京オリンピック開催の影響による中断があったことから、2021年10月・11月に「ショウアップナイター」を編成するため、野球中継が優先される週は動画配信サービスの「SHOWROOM」においてにおいて音声という形で配信した。
2022年度上半期のナイターシーズン編成は放送がなかった。下半期はこの年も土曜日のナイターオフ番組として放送されることになったが、これまでとは違い、『オールナイトニッポン55周年記念 オールナイトニッポンPremium』として、木曜の『オールナイトニッポンX』や土曜の『オールナイトニッポン0(ZERO)』同様に週替わりとなり、歴代のオールナイトニッポンのパーソナリティに加え、“いま”オールナイトニッポンでしゃべって欲しい話題の人をパーソナリティとして起用する55周年記念番組として編成した。
2023年度上半期もスペシャルウィークのナイターがない日に放送が行われていたが、2023年下半期はレギュラー番組として放送されないことになった。それ以降は不定期での特別番組としての放送となっている。

## 放送時間・ネット局
ニッポン放送での放送時間は次の通り。
| 放送期間   | 放送期間  | 放送時間              |
| 開始       | 終了      | 放送時間              |
| ---------- | --------- | --------------------- |
| 2017年10月 | 2018年3月 | 月曜-金曜 19:00-20:50 |
| 2018年10月 | 2019年3月 | 月曜-金曜 18:00-20:30 |
| 2019年10月 | 2020年3月 | 毎週土曜 19:00-21:00  |
| 2020年10月 | 2021年3月 | 毎週土曜 19:00-21:00  |
| 2021年10月 | 2022年3月 | 毎週土曜 19:00-21:00  |
| 2022年10月 | 2023年3月 | 毎週土曜 19:00-21:00  |

### 2022年度
| 放送対象地域   | 放送局             | 放送時間           | 備考   |
| -------------- | ------------------ | ------------------ | ------ |
| 関東広域圏     | ニッポン放送（LF） | 土曜 19:00 - 21:00 | 制作局 |
| 北海道         | STVラジオ          | 土曜 19:00 - 21:00 |        |
| 山形県         | 山形放送（YBC）    | 土曜 19:00 - 21:00 |        |
| 静岡県         | 静岡放送（SBS）    | 土曜 19:00 - 21:00 |        |
| 京都府・滋賀県 | 京都放送（KBS）    | 土曜 19:00 - 21:00 |        |
| 鳥取県・島根県 | 山陰放送（BSS）    | 土曜 19:00 - 21:00 |        |
| 山口県         | 山口放送（KRY）    | 土曜 19:00 - 21:00 |        |
| 徳島県         | 四国放送（JRT）    | 土曜 19:00 - 21:00 |        |

#### 備考
- 2022年度は、前年度のネット局が継続してネットするほか、新たにSTVラジオがこの枠自体を、KBS京都と静岡放送が土曜枠となって以後、それぞれ初めてこの番組をネットすることになった。STVラジオは平日枠時代はローカル番組『MUSIC★J』を放送していたため、また土曜枠となって以後は自主編成（2021年度はローカル番組『リアルタイム!』など）、静岡放送は土曜枠となって以後は自主編成、KBS京都は土曜枠となって以後はローカル番組『森脇健児のサタデーミーティング』放送のため、この番組をネットしていなかった。

## 出演者

### 歴代パーソナリティ（2017年度 - 2021年度）
| 期間       | 期間       | パーソナリティ                  | パーソナリティ                  | パーソナリティ                  | パーソナリティ              | パーソナリティ                                                                        | パーソナリティ                                                                        |
| 開始       | 終了       | 月曜日                          | 火曜日                          | 水曜日                          | 木曜日                      | 金曜日                                                                                | 土曜日                                                                                |
| ---------- | ---------- | ------------------------------- | ------------------------------- | ------------------------------- | --------------------------- | ------------------------------------------------------------------------------------- | ------------------------------------------------------------------------------------- |
| 2017年10月 | 2017年12月 | 綾小路翔 （氣志團）             | ココリコ （遠藤章造・田中直樹） | 藤井フミヤ                      | デーモン閣下                | 藤井隆                                                                                | なし                                                                                  |
| 2018年1月  | 2018年3月  | Toshl （X JAPAN）               | 鴻上尚史                        | miwa                            | バカリズム                  | 大槻ケンヂ                                                                            | なし                                                                                  |
| 2018年10月 | 2019年3月  | ココリコ （遠藤章造・田中直樹） | 中川家 （剛・礼二）             | 中田敦彦 （オリエンタルラジオ） | よゐこ （濱口優・有野晋哉） | Kis-My-Ft2 （北山宏光・千賀健永・宮田俊哉・横尾渉・藤ヶ谷太輔・玉森裕太・二階堂高嗣） | なし                                                                                  |
| 2019年10月 | 2020年3月  | なし                            | なし                            | なし                            | なし                        | なし                                                                                  | Kis-My-Ft2 （北山宏光・千賀健永・宮田俊哉・横尾渉・藤ヶ谷太輔・玉森裕太・二階堂高嗣） |
| 2020年10月 | 2021年3月  | なし                            | なし                            | なし                            | なし                        | なし                                                                                  | Kis-My-Ft2 （北山宏光・千賀健永・宮田俊哉・横尾渉・藤ヶ谷太輔・玉森裕太・二階堂高嗣） |
| 2021年10月 | 2022年3月  | なし                            | なし                            | なし                            | なし                        | なし                                                                                  | なにわ男子 （西畑大吾・大西流星・道枝駿佑・高橋恭平・長尾謙杜・藤原丈一郎・大橋和也） |

#### アシスタント（2017年度 - 2021年度内）
2018年10月 - 2019年3月
- 月 - 木曜：東島衣里（ニッポン放送アナウンサー）※交通情報、ラジオリビング担当。月・火・木曜は、19時台前半・後半のネット局飛び降りアナウンス担当やコーナーレギュラーとして本編にも登場。
- 金曜：煙山光紀（ニッポン放送アナウンサー）※交通情報、ラジオリビング担当。時事トピックを元にトークするコーナー（キスマイジャーナル）で原稿読みも担当。

2019年10月 - 2021年3月
- 煙山光紀（ニッポン放送アナウンサー）

### 2022年度パーソナリティ
| 10月                     | 1日 | 西川貴教                          | 8日  | 大宮エリー                                             | 15日 | 荘口彰久   | 22日 | 垣花正   | 29日     | 吉田尚記            |
| 11月                     | 5日 | 市川團十郎 （十一代目市川海老蔵） | 12日 | 高嶋ひでたけ                                           | 19日 | 藤井フミヤ | 26日 | 土屋礼央 | 土屋礼央 | 土屋礼央            |
| 12月                     | 3日 | 久保ミツロウ・能町みね子          | 10日 | 山下健二郎 （三代目 J Soul Brothers from EXILE TRIBE） | 17日 | 松村邦洋   | 24日 | SixTONES | 31日     | ももいろクローバーZ |
| 注pre2022 1. 2. 3. 4. 5. |     |                                   |      |                                                        |      |            |      |          |          |                     |

| 1月                | 7日 | 田中将大                        | 14日 | 新内眞衣   | 21日 | 宇崎竜童   | 28日 | 鴻上尚史     |              |              |
| 2月                | 4日 | 鬼龍院翔 （ゴールデンボンバー） | 11日 | 大槻ケンヂ | 18日 | 松山千春   | 25日 | 小林克也     |              |              |
| 3月                | 4日 | ビビる大木                      | 11日 | くり万太郎 | 18日 | 泉谷しげる | 25日 | デーモン閣下 | デーモン閣下 | デーモン閣下 |
| 注pre2023 1. 2. 3. |     |                                 |      |            |      |            |      |              |              |              |

### スペシャルパーソナリティ

#### 2017年度
- 2018年1月1日 19:00 - 20:50[75]：田中将大（ゲスト:ももいろクローバーZ(百田夏菜子、玉井詩織、佐々木彩夏、有安杏果、高城れに)）
- 2018年1月2日 19:00 - 20:50：半﨑美子
- 2018年1月3日 19:00 - 20:50[76]：サンプラザ中野くん（ゲスト:パッパラー河合）
- 2018年1月4日 19:00 - 20:50：よみがえるDJ糸居五郎 黄金のレィディオヒッツ（進行役:那須恵理子）
- 2018年1月5日 19:00 - 20:50[77]：千鳥（大悟、ノブ）

#### 2018年度
- 2018年12月10日[78]
  - 18:00 - 20:00：ビートたけし（パートナー:高田文夫）
  - 20:00 - 20:50：松村邦洋、高田文夫
- 2018年12月31日 18:00 - 20:30[79]：クミコ（パートナー:上柳昌彦）
- 2019年1月3日 18:00 - 20:30：田中将大、ももいろクローバーZ（百田夏菜子、玉井詩織、佐々木彩夏、高城れに）

#### 2020年度
- 2020年4月25日 18:00 - 21:00：亀と山P（亀梨和也、山下智久）[注釈 2]
- 2020年4月26日 18:00 - 21:00：Kis-My-Ft2（北山宏光、千賀健永、宮田俊哉、横尾渉、藤ヶ谷太輔、玉森裕太、二階堂高嗣）[注釈 2]
- 2020年6月13日 18:00 - 21:00：ジャニーズWEST（重岡大毅、桐山照史、中間淳太、神山智洋、藤井流星、濵田崇裕、小瀧望）[注釈 2]
- 2020年6月14日 18:00 - 21:00：Hey! Say! JUMP（山田涼介、知念侑李、中島裕翔、有岡大貴、髙木雄也、伊野尾慧、八乙女光、薮宏太）[80][注釈 2]
- 2020年10月19日 18:00 - 22:00：Sexy Zone
- 2020年12月14日 19:00 - 22:00：なにわ男子
- 2020年12月20日 17:40 - 21:20：Hey! Say! JUMP
- 2021年2月21日 17:40 - 21:20：NEWS

#### 2021年度
- 2021年4月19日 17:40 - 20:00：Travis Japan
- 2021年6月19日 18:40 - 21:10：内海光司・佐藤アツヒロ
- 2021年6月20日 18:00 - 21:20：Aぇ! group
- 2021年9月6日 20:00 - 21:50：THE ALFEE
- 2021年10月18日 20:00 - 21:50：松田聖子
- 2021年11月27日 19:00 - 21:00：HiHi Jets
- 2021年12月19日 20:00 - 21:40[81]：星ひとみ
- 2022年3月8日 19:00 - 21:00[82]：三浦知良

#### 2022年度
- 2023年2月13日 20:00 - 21:50：南こうせつ
- 2023年2月14日 20:00 - 21:50：ゲッターズ飯田（アシスタント：東島衣里）
- 2023年2月15日 20:00 - 21:50[83]：高橋幸宏さんを偲んで（パーソナリティ：上柳昌彦、ゲスト：髙田漣）
- 2023年2月16日 20:00 - 21:50：小泉今日子

#### 2023年度
- 2023年4月17日 19:00 - 21:50[84]：小泉今日子
- 2023年6月17日 18:00 - 20:00[85]：小倉智昭（ゲスト：EXILE HIRO）
- 2023年11月6日 1:00 - 3:00（11月5日深夜）[86]：小林克也（小林克也のオールナイトニッポンPremium THE ROLLING STONES SPECIAL）
- 2023年12月11日 18:00 - 21:50[87]：小泉今日子
- 2024年1月29日 19:00 - 21:00[88]：甲本ヒロト（ザ・クロマニヨンズ）・パートナー：山口隆（サンボマスター）

#### 2024年度
- 2024年8月26日 19:00 - 21:50[89]：THE ALFEE（アシスタント：上柳昌彦）
- 2024年10月22日 19:00 - 21:50[90]：よにのちゃんねる（二宮和也、山田涼介、菊池風磨）
- 2024年12月14日 17:50 - 19:00[91]：Kis-My-Ft2（アシスタント：煙山光紀、『Kis-My-Ft2のオールナイトニッポンPremium～ラジオ・チャリティ・ミュージックソンスペシャル』として放送。）
- 2025年2月3日 17:35 - 21:50[92]：timelesz
- 2025年2月6日 20:00 - 21:50[93]：松たか子・松村北斗（SixTONES）

#### 2025年度
- 2025年4月21日
  - 18:00 - 20:00[94]：彬子女王（ゲスト：中村勘九郎、立川志の八[95]）
  - 20:00 - 21:57[96]：山田涼介
- 2025年6月9日
  - 17:30 - 19:30[97]：小泉今日子
  - 19:30 - 21:57[98]：Travis Japan

## コーナー

### 2017年度

#### 月曜

##### Toshl
- Toshl CAF? PREMIUM！
- ウソかマコトか！？噂のToshl伝説
- Mr.LOGANのちょい悪パンチング！

#### 火曜

##### ココリコ
- ○○の達人

あらゆる分野の達人と呼ばれる人をゲストに迎え、トークを展開する。
- ree 悲しみの夜明け
- ココリコのここ行こ

##### 鴻上尚史
- 究極の選択2018

#### 水曜

##### 藤井フミヤ
- 全国ラジオパーソナリティー名鑑

全国のAM・FM局の番組から選りすぐりの番組を紹介し、その番組のパーソナリティーと対談する。
- フミヤさん、これ知ってますか?
- いい感じの爺ちゃん化計画

##### miwa
（テーマ：大人ラジオ）
- 一人暮らしのススメ
- miwaイドショー
- オトナ趣味
- 響け!片想いリクエスト

#### 木曜

##### デーモン閣下
- デーモン閣下、尊さを学ぶ。
- 有楽町忘年会準備室[99]
- ラジオ巌流島
- 帰ってきた大相撲を666倍楽しむ方法
- 昔もらったサイングランプリ
- あれから30年、私の劇的ビフォーアフター

##### バカリズム
- 架空○○日記
- 秘密の花園
- 空想悪口
- エロリズム論

#### 金曜

##### 藤井隆
- マイ安室奈美恵
- 藤井隆のマイレジェンド

藤井がマイレジェンドと崇めているゲストを迎えてトークを展開する。ゲストは月替わり。
- 養命酒製造プレゼンツ 心がコトコト
- 藤井隆のプロモーターさん、いらっしゃい!
- 隆のマイフェイバリットダンスミュージック

##### 大槻ケンヂ
- リスナー置いてけぼりポカーんの部屋
- 君の考えたこんなアイドルグループ
- 宇宙人の声は、何と言っている！？
- あからさまだぞ！！

#### いま、君にありがとう（水曜以外19:56-、水曜のみ19:43頃。2017年10-12月）
ネスカフェゴールドブレンド提供の、藤井フミヤ担当のミニコーナー。
リスナーからありがとうのメッセージを募集して読み上げるコーナーだが、藤井フミヤ自身が担当する水曜はリスナーと電話を繋ぐ。
後述の事例の場合は休止。

### 2018年度

#### 月曜
- 泣かせてほしい![100]
- 名言を聞きたい![100]

上記二つをまとめて「あの人が言ってそうな名言」に変更。有名人が言いそうな名言を読み上げる。ビートたけしだけは感動できる名言だがそれ以外(タモリ、タラちゃん、財津一郎、長淵剛、木梨憲武、掛布雅之等）はネタ。2月4日の放送分を持って終了。
- 最新生き物情報を教えて欲しい!（アースのコーナー）[100]

田中が進行役を担当し、地球や生物に関するトピックスを紹介する。
- 500人の変態、500人の怖い

国民全体の約500人程度は共感してくれそうなフェチズム、恐怖を感じる物を募集する。

#### 火曜
- 中川家への質問[101]
- あなたの地元自慢[101]
- あなたの周りの気になるオジサン[101]
- おい、ちょっと待て![101]

いろいろな事にツッコミを入れる。
- ラジオCMを作ろう![101]

リスナーから送られるお題に中川家がローカルCM風の構成を考え、完成したものは翌週に放送される。
- オジサンのトリセツ

西野カナの「トリセツ」の曲に当てそのおじさんバージョンを送ってもらう。
- 小田急プレゼンツ　小田急線途中下車の旅

2019年のみ、18時台後半。毎回小田急線のある駅にスポットを当て、周辺の情報を紹介する。中継リポーターとしてひろたみゆ紀が出演する回もある。

#### 水曜
- 17live幸福洗脳会議

2019年2月のみ、19時台。17liveで活動するイチナナライバーとのトークコーナー。
※他曜日のような固定の投稿コーナーはなく、当初は放送開始直前に自身が立ち上げたブランドTシャツ「幸福洗脳」の他に載せるオリジナル四文字熟語を募集していた。そこからリスナーからアイディアや協力者を募集し、最終的には幸福洗脳の経過と経営方針を毎回報告するドキュメントバラエティ番組になった。
また、投稿は長文のメール、Twitterで3行以上書かれたもののみ対象という独自ルールを設けている。

#### 木曜
- スポロン!![102]

よゐこの少年時代を過ごした80～90年代の思わず懐かしいと思うものを送ってもらう。
- ゲストを呼んでのトーク
- まちゃるの甘口？辛口？！

濱口が二択のお悩み相談に答える。

#### 金曜
- キスマイジャーナル

18時台後半。アイドルも世間のことをいくらか知らねばということで時事トピックを元にトークする。初回はトピックの原稿読みも含めメンバーのみで進行していたが、2回目からは原稿読みを煙山が担当（場合によってはトークにも参加）。
- あなたに代わって『ありがとう』[103]

日ごろの感謝をリスナーに代わって紹介する。
- キスマイ男塾[103]

男性限定の恋愛相談。その答えに女性リスナーから苦情が来る事も。
- 今日の家計簿～あなたのレシート見せてください![103]

リスナーから送られたレシートを見て職業を当てる。
- 2020（ニーゼロニーゼロ）あるある[103]

現在は無いが2020年には成立していそうなあるあるネタを募集する。
- 玉喜利

玉森当番回限定コーナー。木曜担当のよゐこから「追い詰められた時の玉森は面白い」と提案された玉森への大喜利。

### 2019年度
- 検索履歴・プロファイリング[104]

リスナーのスマートフォンの検索の履歴をスクリーンショット（撮影）して番組に送ってもらう。その履歴からどのような人物か「プロファイリング」する。
- 玉喜利グランプリ2019[104][105]

2018年度に玉森が登場した時に大喜利コーナーがあったが、2019年度はキスマイのメンバー全員が参加する。その為の、大喜利のお題をリスナーから募る。
- 方言女子[104]

リスナーの電話参加企画で、リスナーには電話に出て「方言（お国言葉）」を話してもらい、どこの地域に住んでいるのか、チェックする。
- 忘れられない笑顔の話～スマイル・ストーリー～[104][105]

リスナーから「忘れられない笑顔」に関するエピソードを募り、それをメンバーが紹介する。

### 2020年度
キスマイジャーナル
前年度、行っていたコーナーを「Kis-My-Ft2のメンバーが知らない最新情報」をリスナーが特派員になって教えるコーナーに一新する。
玉喜利グランプリ2020
前年度より継続のコーナー、2020年度もメンバーが大喜利のお題に答えてもらい、それをポイント制で競う。
今さら聞けないキスマイのこと
CDデビュー10年目を迎えるKis-My-Ft2にリスナーが「素朴なギモン」を送ってもらう。
ごめんなさいが言えなくて
2018年度の「あなたに代わって、ありがとう」・2019年度の「スマイルストーリー」に続く朗読コーナー。あの時、言えずにいた「ごめんなさい」のエピソードをリスナーから送ってもらう。

## 内包番組
2017年度はネット局向けの裏送りのみの体制であったが、2018年度は放送時間が大きく変わったため各曜日に内包番組があり、特記のないものは当番組終了翌週まで放送が続いた。

### 乃木坂46梅澤美波の「のぎぼき」!（月曜 - 木曜 19:56 - 20:00、2018年11月5日 - 2019年3月28日）

#### 概要
「簿記」をテーマに、「名前は聞いたことがあるが、実際にはどんなことをしているのかわからない…」というイメージを持つ人に対し、簿記のスペシャリストと梅澤が基礎知識を学ぶことが出来るクイズを毎日1問出題する番組であった。

#### パーソナリティ
- 梅澤美波（乃木坂46）
- 澤昭人（公認会計士）

### ザ・フーパーズ 火曜イケナイト!(火曜 19:46 - 19:54、2018年10月 - 2019年1月22日)
ニッポン放送ローカル（火曜21:30枠）より内包番組へと移動された が、ザ・フーパーズとしては2019年1月をもって活動終了をするため1月22日をもって放送を終了した。

### 風男塾 How do you do？ (火曜 19:46 - 19:54、2019年1月29日 - )
「人を元気にする」という活動理念を持つ風男塾のメンバーが「リスナーのあなたを元気にする番組」を届けるもので、リスナーから「失敗してしまったエピソード」を募り、風男塾のメンバーが「リスナーを励まし、元気にしていく」ものであった。

### 焼肉屋みやこんじょ ～僕のミートフルな日常～(木曜 19:46 - 19:54)
石井正則が2週登場するゲストとトークを行う番組。

### クローズアップミュージック（19:56 - 20:00）
ネット局のみの裏送りコーナー。
2017年10-12月は上述の「いま、君にありがとう」が休止されたときにのみ放送。
ナイターオフ枠恒例のミニコーナー。

## 特別編成・休止等

### 2017年度
2017年
- 10月16日[111] - 『ショウアップナイタースペシャル 2017パ・リーグクライマックスシリーズファーストステージ第3戦 埼玉西武×東北楽天』[112] を放送のため、ニッポン放送は休止。ネット局へ裏送りをして、「いま、君にありがとう」は休止。
- 10月17日[111] - 『ショウアップナイタースペシャル 2017セ・リーグクライマックスシリーズファーストステージ第3戦 阪神×横浜DeNA』を放送のため、ニッポン放送は休止。ネット局へ裏送りをして、「いま、君にありがとう」は休止。
- 10月18〜20・23・24日 - 『ショウアップナイタースペシャル 2017セ・リーグクライマックスシリーズファイナルステージ 広島×横浜DeNA』を放送のため、ニッポン放送・東海ラジオ（後者は23・24日は通常通りネット）は休止。東海ラジオ以外のネット局へ裏送りをして、「いま、君にありがとう」は休止。
- 10月31日〜11月2日 - 『ショウアップナイタースペシャル 日本シリーズ2017 横浜DeNA×福岡ソフトバンク』を放送のため、ニッポン放送は休止。一部のネット局へ裏送りをして、「いま、君にありがとう」は休止[113]。また一部ネット局も同試合をネット[114] のため休止。
- 12月11〜15日 - ニッポン放送のみ21:50までの放送となった。

2018年
- 3月21日 - 20:50まで放送している一部ネット局は「 WE LOVE RADIO！」の放送のため、20:00までの放送となった。

### 2018年度
2018年
- 10月15日 - 『ショウアップナイタースペシャル 2018パ・リーグクライマックスシリーズファーストステージ第3戦 福岡ソフトバンク×北海道日本ハム』[115] を放送のため、ニッポン放送は休止。他のネット局へ裏送り。一部のネット局は20:50までの放送となった。
- 10月16日、12月10〜14日 - ニッポン放送と一部のネット局は20:50までの放送となった。
- 10月17〜19日 - 『ショウアップナイタースペシャル 2018セ・リーグクライマックスシリーズファイナルステージ第1～3戦 広島×巨人』を放送のため、ニッポン放送・東海ラジオは休止し、東海ラジオ以外のネット局へ裏送り。一部のネット局は20:50までの放送となった。
- 10月30日〜11月1日 - 『ショウアップナイタースペシャル 日本シリーズ2018 福岡ソフトバンク×広島』を放送のため、ニッポン放送は休止し、他のネット局へ裏送り。また一部ネット局も同試合をネット[114] のため休止。ただし、11月1日は東島衣里の単独放送。
- 12月24日 - 『ラジオ・チャリティー・ミュージックソン』を放送のため、ニッポン放送[116]・青森放送は休止し、他のネット局へ裏送り。なお、ココリコは当日の生放送へ出演後、『ミュージックソン』のスタジオにも出演し、東島と共に募金の電話受付も行った。

2019年
- 2月4〜8日 - ニッポン放送と一部のネット局は20:50までの放送となった。ただし、ニッポン放送のみ8日は21:50までの放送。
- 4月15日 - 『Kis-My-Ft2のオールナイトニッポンGOLD』として復活特番を放送。

### 2019年度
2019年
- 10月12日 - 令和元年東日本台風（台風19号）が関東地方に接近[117] したことを受け、Kis-My-Ft2メンバーは電話出演のみとし、スタジオは煙山が単独で進行。事実上の報道特別番組として台風情報を中心に放送した。
- 10月19日 - 『ショウアップナイタースペシャル 日本シリーズ2019 福岡ソフトバンク×読売巨人』を放送のため、ニッポン放送は休止し、他のネット局へ裏送り。また九州朝日放送を含めた一部ネット局[118] も、九州朝日放送制作のNRN地方局向けの中継を放送するため休止。
- 11月16日 - 『ショウアップナイタースペシャル 世界野球WBSCプレミア12 スーパーラウンド 日本対韓国』を放送のため、ニッポン放送は休止。
- 12月28日 - 特別番組放送のため、山陰放送は休止。

2020年
- 3月28日 - レギュラー放送自体は前週の3月21日で終了したが、同番組レギュラーの煙山が単独で進行する『煙山光紀のサウンドコレクション』を、ニッポン放送以外のネット局への裏送りで放送。選曲テーマをKis-My-Ft2の楽曲に絞り、事実上の特別編となった。

### 2020年度
2020年
- 4月25・26日 - プロ野球開幕延期に伴う『ショウアップナイター』の代替番組として、25日に『Stay at Home ジャニーズ・ウィークエンド 亀と山PのオールナイトニッポンPremium』、26日に『Stay at Home ジャニーズ・ウィークエンド Kis-My-Ft2のオールナイトニッポンPremium』を、ニッポン放送のみの関東ローカルによる18:00 - 21:00の3時間枠で編成。
- 6月13・14日 - 13日に『ジャニーズ・ウィークエンド ジャニーズWESTのオールナイトニッポンPremium』、14日に『ジャニーズ・ウィークエンド Hey! Say! JUMPのオールナイトニッポンPremium』（18:00 - 21:00）を、両日ともニッポン放送のみの関東ローカルによる18:00 - 21:00の3時間枠で編成。
- 10月10日 - 四国アイランドリーグPlus・徳島インディゴソックス戦中継放送のため、四国放送は休止。
- 10月19日 - ニッポン放送のみの関東ローカルで、『Sexy ZoneのオールナイトニッポンPremium』を、18:00 - 21:50の枠で編成。
- 10月31日 - この日の煙山は、同時間帯にニッポン放送自社向けに放送される『ショウアップナイタースペシャル 煙山光紀のサウンドコレクション』の方を担当するため本番組本編を休演したが[119]、ニッポン放送に向けての『ラジオ・チャリティー・ミュージックソン』の告知のため、19:15 - 19:36に20:15 - 20:40に本番組と前述の『サウンドコレクション』との同時放送を挿入した。
- 11月21日 - 『ショウアップナイタースペシャル 日本シリーズ2020 読売巨人×福岡ソフトバンク』を放送のため、ニッポン放送と山口放送は休止し、他のネット局へ裏送り。
- 12月14日 - ニッポン放送のみの関東ローカルで、『なにわ男子のオールナイトニッポンPremium』を、19:00 - 21:50の枠で編成。
- 12月20日 - ニッポン放送のみの関東ローカルで、『Hey! Say! JUMPのオールナイトニッポンPremium』を、17:40 - 21:40の枠で編成。

2021年
- 3月27日 - 四国アイランドリーグPlus・徳島インディゴソックス戦中継放送のため、四国放送は休止。このため、四国放送は3月20日の放送が2020年度の最終回となった。

### 2021年度
2021年
- 11月13日 - なにわ男子のCDデビュー翌日の放送ということで、本番組が特別になにわ男子の公式YouTubeチャンネルで生配信された。[120]
- 11月20日 - 『ショウアップナイタースペシャル 日本シリーズ2021 ヤクルトスワローズ×オリックス・バファローズ』を放送のため、ニッポン放送と山口放送は休止し、他のネット局へ裏送り。
- 11月27日 - 『HiHi JetsのオールナイトニッポンPremium』を19:00 - 21:00の枠で放送。ニッポン放送と山口放送は『ショウアップナイタースペシャル 日本シリーズ2021 ヤクルトスワローズ×オリックス・バファローズ』を放送のため休止し、他のネット局へ裏送り。
- 12月18日 - ニッポン放送のみ21:10までの放送となった。

2022年
- 3月26日 - 四国アイランドリーグPlus・徳島インディゴソックス戦中継放送のため、四国放送は休止。このため、四国放送は3月19日の放送が2021年度の最終回となった。

### 2022年度
2022年
- 10月1日・8日・11月12日・12月3日・10日 - 静岡放送は特別番組放送のため20時飛び乗りで放送。
- 10月22・29日 - 『ショウアップナイタースペシャル 日本シリーズ2022 ヤクルトスワローズ×オリックス・バファローズ』を放送のため、ニッポン放送と山口放送は休止し、他のネット局へ裏送り。
- 12月24日 - ラジオ福島が『ラジオ・チャリティー・ミュージックソン (ラジオ福島)』の全国ネットパートとしてこの日のみネット。STVラジオは『STVラジオ・チャリティー・ミュージックソン』のSTVローカルパートを放送するため、休止。

2023年
- 2月18日 - 東海ラジオが特番扱いとしてこの日のみネット[121]。
- 3月11日 - 『ショウアップナイタースペシャル カーネクスト 2023 WORLD BASEBALL CLASSIC 1次ラウンド 東京プール　チェコ 対 日本』の放送のため、ニッポン放送と山口放送は休止し、他のネット局へ裏送り。
- 3月25日 - 静岡放送は特別番組放送のため20時飛び乗りで放送。

## 反響
- 2018年度の『Kis-My-Ft2のオールナイトニッポンPremium』の最終回（3月22日放送）は、同時間帯のradiko聴取数字で首位を獲得した[122]。また、この日の放送時間中に届いたメール総数は1万7000通を超え、総ツイート数も5万7000ツイートを記録し、Twitterの日本トレンド1位も獲得した。この反響やリスナーからの復活希望の声を受け、2019年4月15日に『オールナイトニッポンGOLD』枠での特別番組の放送が決定している[122]。